# Cayo Coco
Cayo Coco är en ö i Kuba.   Den ligger i provinsen Provincia de Ciego de Ávila, i den centrala delen av landet, 400 km öster om huvudstaden Havanna.